# Rankett

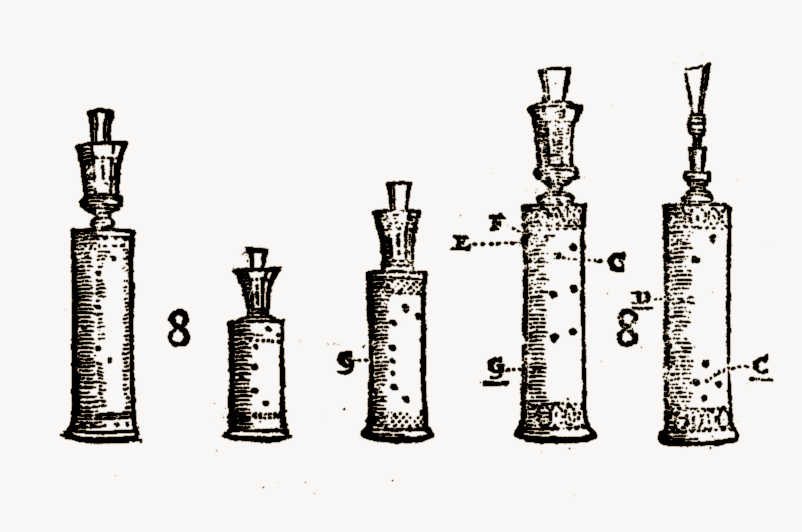
Rakettek Michael Praetorius Syntagma Musicum Theatrum Instrumentorum seu Sciagraphia című könyvéből (1619)

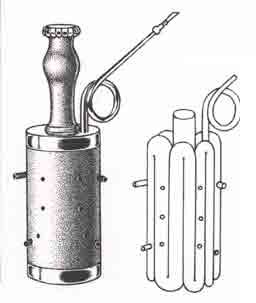
Rakett külseje (bal oldalt) és belseje (jobb oldalt)

A rankett vagy rakett a reneszánszban zenében honos kettős nádnyelves fafúvós hangszer. A 16. század végén terjedt el, és a fagott szorította ki a 17. század végére.
Ekkor hagyományosan négy méretben készítették, diszkant- (szoprán), tenor-alt-, basszus és nagybasszus változatokkal. Mély hangfekvése ellenére a rankett viszonylag kis méretű hangszer (a diszkant-rankett csak 11,5 cm hosszú, de legmélyebb hangja a nagy G. Ezt különleges felépítése teszi lehetővé: teste egy fahenger, melybe kilenc párhuzamos furatot fúrtak. E furatokat felváltva kapcsolták össze a hangszer tetején és alján, melynek eredményeként egy hosszú, hengeres (cilindrikus) furatot kaptak egy kompakt testben. A hangszer tehát a mai fagotthoz foghatóan mély hangja ellenére olyan kis méretű maradt, hogy elfért az ember zsebében.
Szokatlan felépítése ugyanakkor a korszak többi fafúvós hangszerétől némileg eltérő fogásrendet eredményezett, mely egyfelől a görbekürt (és így a furulya) hét felső hanglyukjáéhoz hasonlított, de a kezeket oldalvást egymás mellé kellett tenni. Másfelől még további lyukak is voltak a hangszeren, melyeket hüvelykujjaival és mutatóujjának második percével fedett be a zenész, így megtoldva lefelé a hangszer alapskáláját akár egy kvarttal is. (Megjegyzés: a fagottnál ugyanezt billentyűk segítségével érik el.) Így a diszkant-rankett alaphangja névlegesen a kis c, de hangterjedelme nagy G-től d'-ig terjed, vagyis egy oktáv és egy kvint. Praetorius szerint a család többi tagjának hangterjedelme a következő volt: tenor-alt C-g; basszus F1-c; nagybasszus D1-A vagy C1-G. Ez a tartomány felfelé még néhány hanggal bővülhet, mivel a reneszánsz ranketten a klarinéthoz hasonlóan lehetséges a duodecima-átfúvás. Ahogy Praetorius írja a Syntagma Musicum II-ben: "ha a rankettet jól fúrták, és jó zenész játszik rajta, még néhány hangot képes kiadni." A három máig fennmaradt eredeti reneszánsz rankettet két európai gyűjteményben őrzik; egyet a lipcsei Musikinstrumenten-Museumban, kettőt a bécsi Kunsthistorisches Museumban.
A barokk rankett, melyet J. C. Denner (1655–1707) nürnbergi hangszerkészítő fejlesztett ki, egyesítette magában a többszörösen hajlított furatot a kónikus vagy pszeudo-kónikus profillal; így e hangszer tulajdonképpen egy rankett formájú fagott. Tíz párhuzamos hangeres furata van, melyek átmérője fokozatosan nő, így az egész furat kónikusként működik, lehetővé téve az oktávátfúvást. A hangszerre számos csecset – fémből készült csőszerű toldást – szereltek, melyeket a mutatóujj középső ujjpercével, ill. a kisujjával fed le a zenész. A vízpára gyakran az eltávolítható rézcső hajlatában csapódik le, így a hangszer víztelenítése viszonylag egyszerűen megoldható a zenemű szüneteiben. Sajátosságai ellenére a barokk rankett egy sokoldalúan használható hangszer, nagy hangterjedelemmel és dinamikai tartománnyal. -Megfelelő nádat használva a barokk rankett hangterjedelme a barokk fagottéhoz hasonló tartományt fed le kromatikusan (B1-től g'-ig). Így e hangszeren eljátszható ama kor basszushangszerre írt repertoárjának nagy része, amikor a rankett divatban volt. A barokk rankett fellmaradt példányai a berlini Musikinstrumenten-Museumban és a müncheni Bajor Nemzeti Múzeumban lelhetők fel.

## Eredete
A rankett feltalálóját nem ismerjük. Első történeti említései német nyelvterületről valók: az 1576-os württembergi leltárakban (Raggett) és az 1590-es grazi leltárban szerepel (Rogetten néven). A müncheni udvari zenekart ábrázoló egykorú festményeken, valamint Christof Angermair egy faragott szekrényén jelenik meg a rankett, ahogy consortban játszanak rajta, más hangszerekkel együtt. A 17. század végét megelőzően a rankett furata hengeres volt, és a nádat egy kör alakú támasz vette körül. A későbbi – barokk – rankettek már pszeudo-kónikus furattal készültek, és egy a hangszer tetejébe illeszthető, hurokban hajlított rézcsövön keresztül szólaltatták meg őket. A hangtölcsérhez illeszthető toldás segítségével a csőhossz változtatható (és ezáltal a hangszer hangterjedelme tovább növelhető).

## Hangzása
Praetorius megjegyzi: "A reneszánsz rankettek hangja egészen halk, majdnem annyira, mintha csak egy fésűt fújnánk. Hangjuk nem túl jellegzetes, ha többen szólnak egyszerre, de ha viola da gambával együtt alkalmazzuk, vagy ha egy rankett szól együtt más fúvósokkal vagy vonósokkal és csembalóval vagy hasonlóval; és jó zenész játszik rajta, akkor igenis bájos hangszer. Főleg akkor kellemes hallgatni, ha a basszus szólamot játssza."
A barokk rankett hangja sokban hasonlít a dulciánéra vagy egy barokk fagottéra, így beleillik az eredendően ezeket használó együttesek hangzásába is; jól használható együtt viola da gambákkal, cinkekkel (kornett), historikus billentyűsökkel, barokk furulyákkal, ill. kisebb barokk zenekarok tagjaként.

## Fordítás
Ez a szócikk részben vagy egészben  a   Rackett című angol Wikipédia-szócikk ezen változatának fordításán alapul.  Az eredeti cikk szerkesztőit annak laptörténete sorolja fel. Ez a jelzés csupán a megfogalmazás eredetét és a szerzői jogokat jelzi, nem szolgál a cikkben szereplő információk forrásmegjelöléseként.